# Dal (aliment)
El dal o daal (pronunciat: [d̪aːl]) és un terme utilitzat al subcontinent indi per als llegums secs i pelats (llentilles, pèsols i fesols) que no requereixen remullar-se prèviament. L'Índia és el major productor de llegums del món. El terme també s'utilitza per a diverses sopes preparades a partir d'aquest ingredient. Aquests llegums es troben entre els aliments bàsics més importants de la regió del Sud d'Àsia i formen una part important de la cuina índia.

## Ús

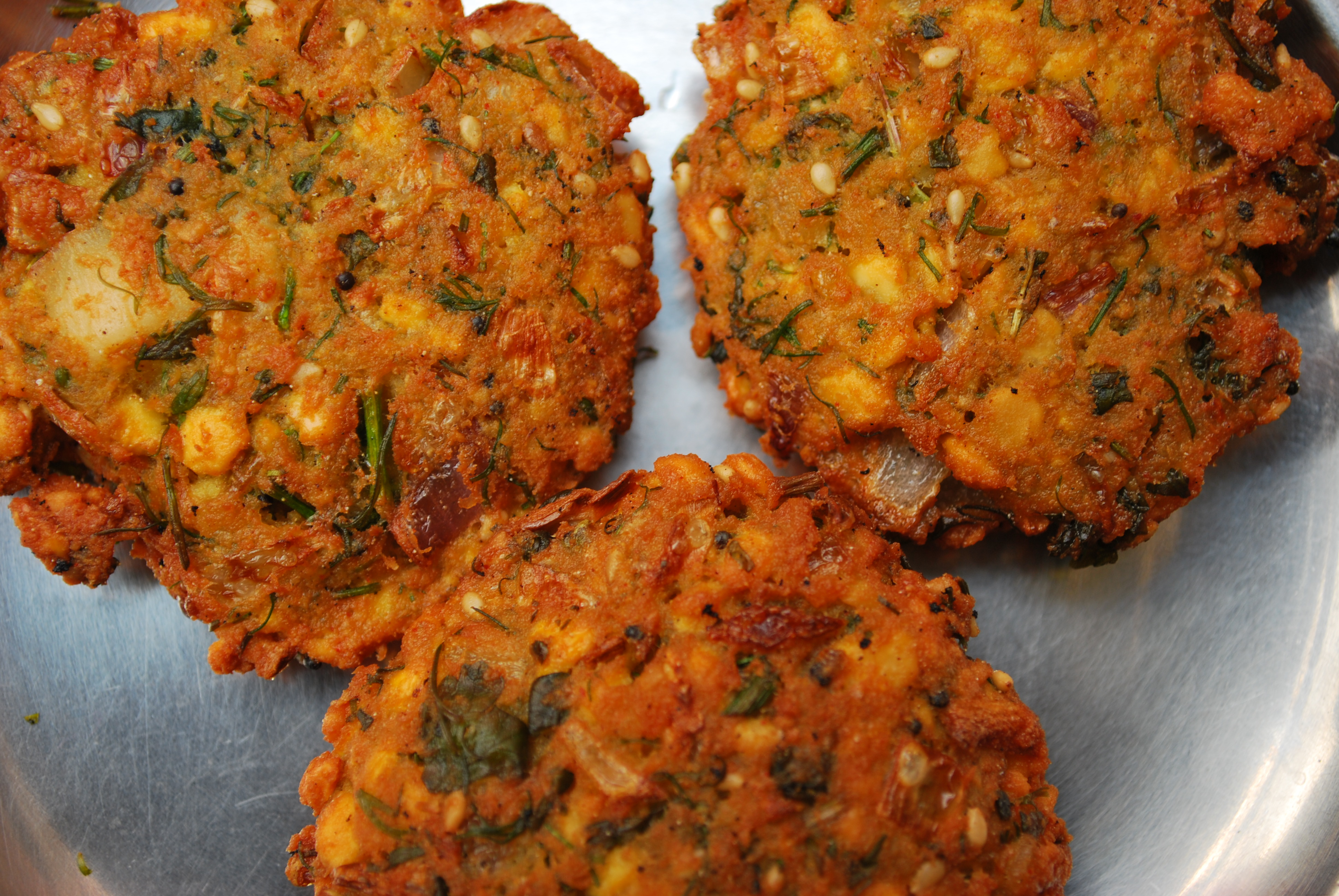
Dal és l'ingredient principal de l'aperitiu vada.

La manera més comuna de preparar el dal és en forma de sopa a la qual es poden afegir ceba, tomata i diverses espècies. El casc exterior es pot desprendre o no. Quasi totes les classes de dal es presenten en tres formes:
1) Sense pell o sabut (que significa sencer en hindi). Per exemple: sabut urad dal o mung sabut.
2) Dividit amb la pell deixada en cadascuna de les meitats, s'anomena chilka (que significa closca en hindi). Per exemple: chilka urad dal, mung dal chilka.
3) Dividit i pelat o dhuli (que significa rentat). Per exemple: urad dhuli o mung dhuli en hindi i urdú.
Sovint el dal es menja amb pans plans com ara rotis o chapatis, o amb arròs. Aquesta última combinació s'anomena dal bhat en nepalès, bengalí i marathi. A més, certs tipus de dal es fregeixen i se saltegen, menjant-se com a aperitiu, i es preparen una varietat d'aperitius salats fregint una pasta feta a base de dals remullats i molts en diferents combinacions, a les quals s'afegeixen espècies, nous, anacards, etc.

## Etimologia
La paraula dāl deriva de l'arrel verbal sànscrita dal- "dividir".

## Ús regional
Els preparats amb dal es mengen amb arròs, roti, chapati i naan al subcontinent indi. La manera en què es cuina i es presenta varia segons la regió. Al sud de l'Índia, el dal s'utilitza principalment per a fer el plat anomenat sambar. També s'usa per a fer pappu que es barreja amb charu i arròs.

## Nutrició
.

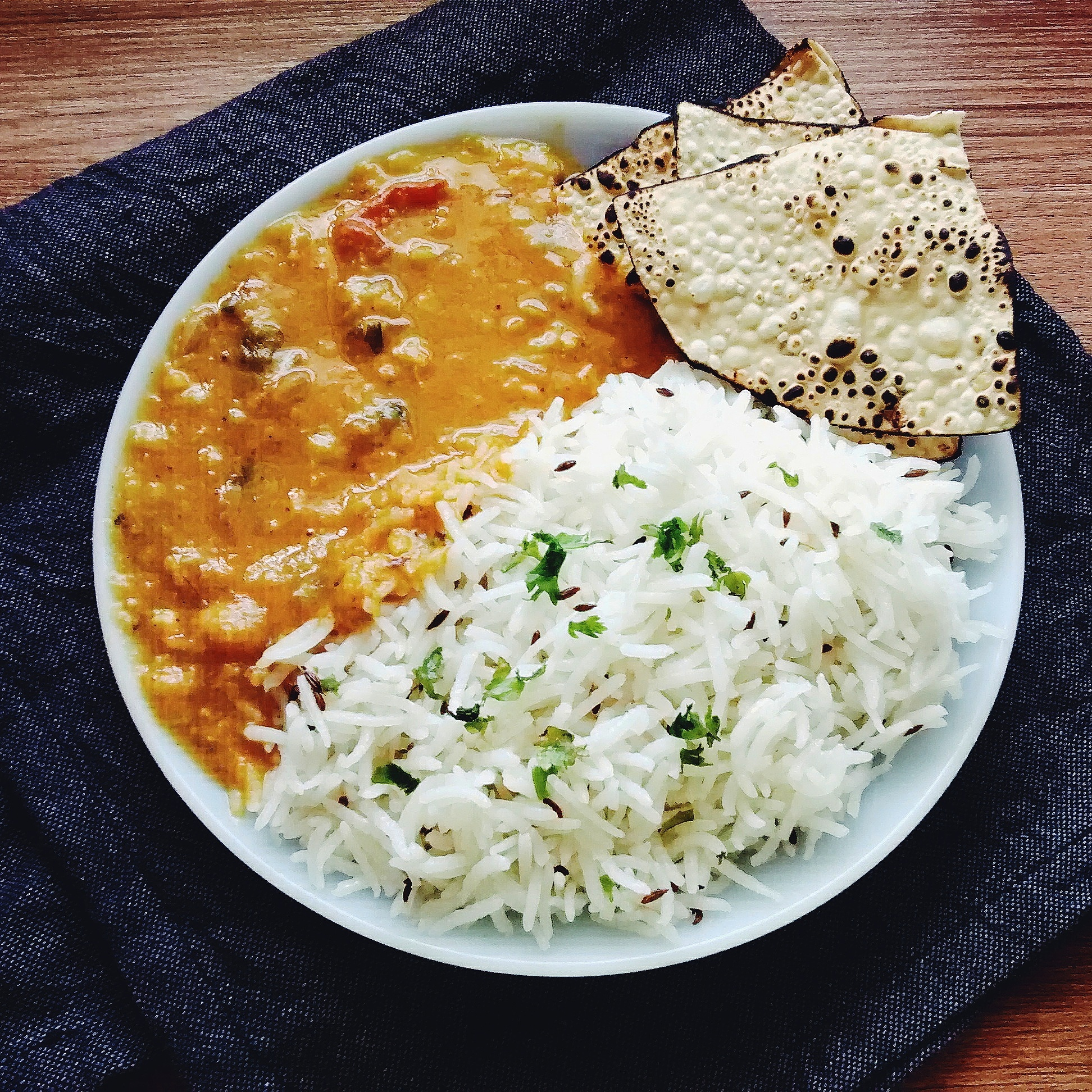
Dal tadka servit amb arròs i papadam, un plat bàsic a l'Índia

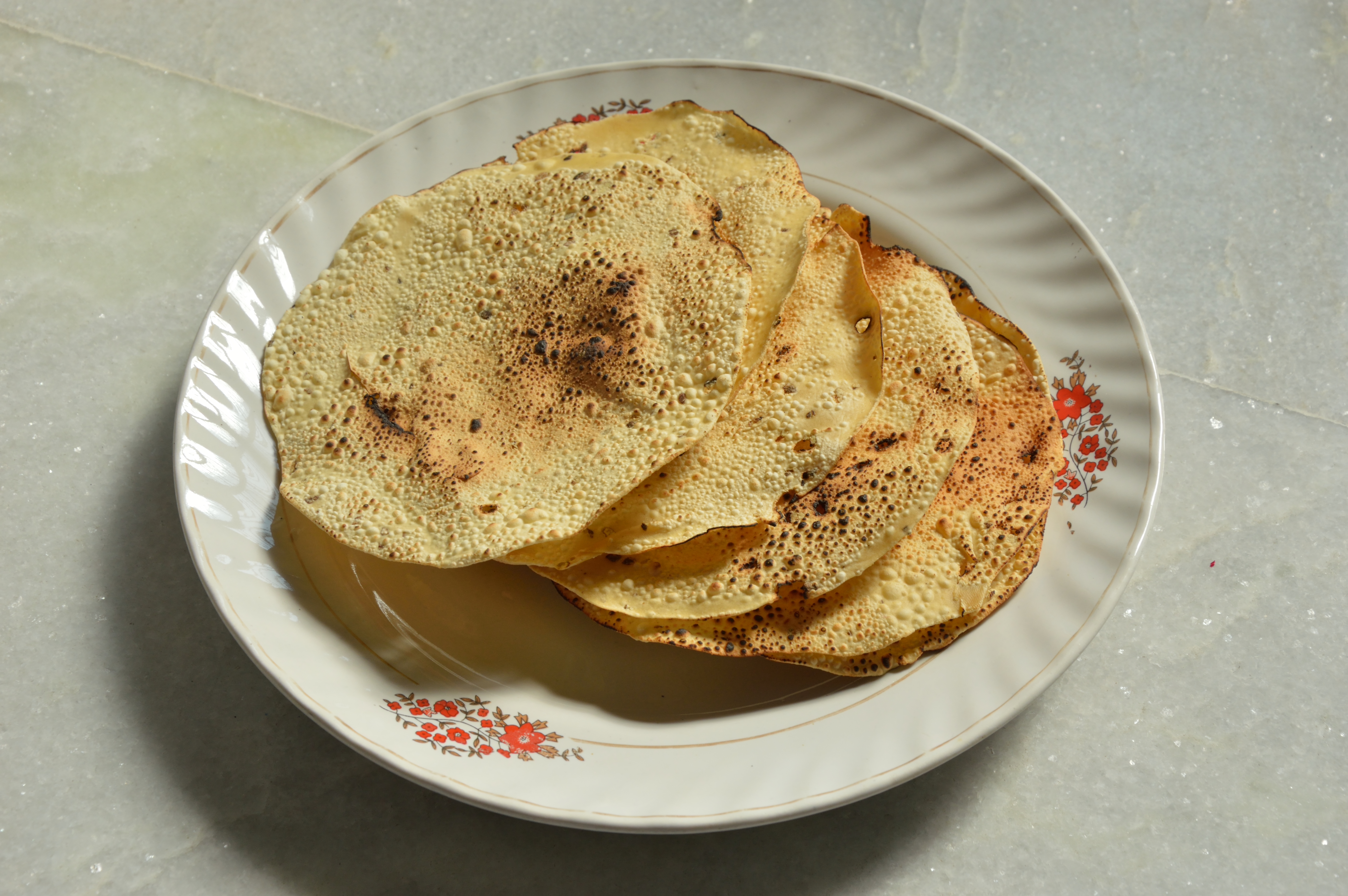
Papadum torrats al foc, amb llentilles com a ingredient principal.

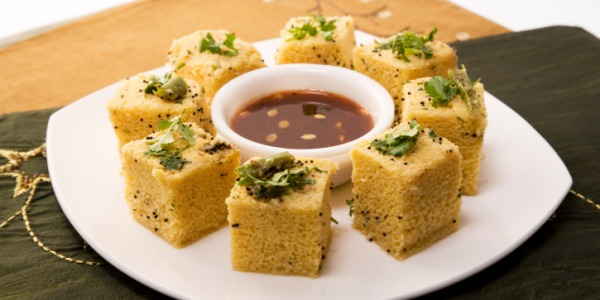
Dhokla, un aperitiu a base de dal fermentat al vapor amb llentilles.

El dal cuit (bullit) conté un 9% de proteïnes, un 70% d'aigua, un 20% d'hidrats de carboni (inclou un 8% de fibra) i un 1% de greix. També proporciona un contingut ric (20% o més del DV) de vitamina B, folat i manganès, amb quantitats moderades de tiamina i diverses dietes minerals, com el ferro i el fòsfor.
| Aliment             | Carbohidrats (no fibra) | Fibra | Proteïna | Greix |
| ------------------- | ----------------------- | ----- | -------- | ----- |
| Blat                | 100                     | 20,6  | 21,3     | 2,5   |
| Moniato             | 100                     | 17,7  | 9,4      | 0,5   |
| Espinacs            | 100                     | 157   | 207      | 28    |
| Soia                | 100                     | 44,2  | 174      | 95    |
| Arròs               | 100                     | 1,6   | 9        | 0,8   |
| Creïlla             | 100                     | 14,4  | 13       | 0,6   |
| Pèsol verd tropical | 100                     | 31    | 45,4     | 3     |
| Taronja             | 100                     | 25,6  | 1,0      | 1,2   |
| Llet                | 100                     | 0     | 61       | 61,8  |
| Guiaba              | 100                     | 60    | 28,6     | 11,2  |
| Albergina           | 100                     | 148   | 43,4     | 8,6   |
| Carlota             | 100                     | 41,1  | 14,7     | 3,6   |
| Poma                | 100                     | 21    | 2,2      | 1,4   |

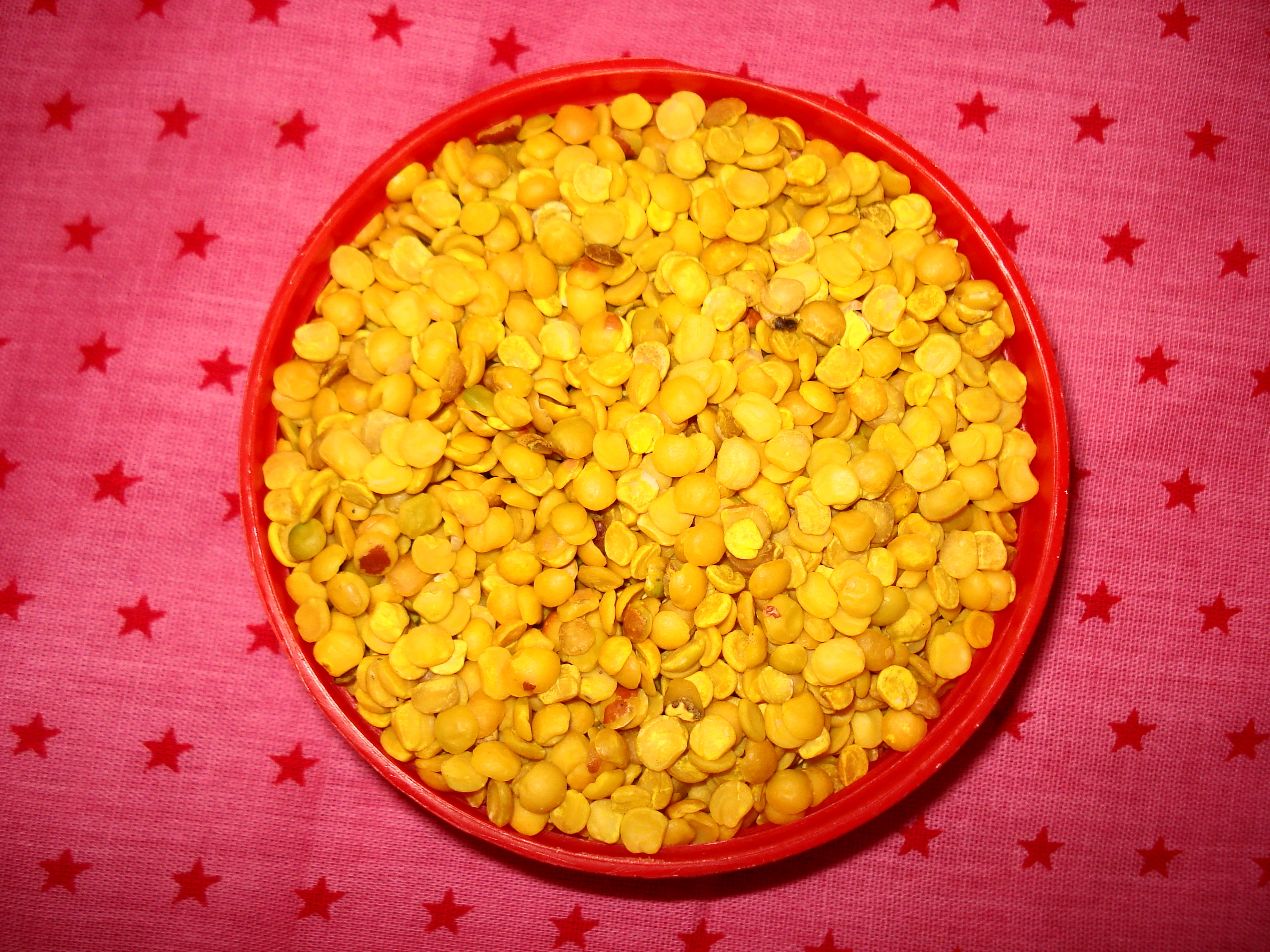
Pèsol verd tropical a remull, emprat sovint per elaborar el dal.

Nota: Els hidrats de carboni no inclouen fibra. Font: https://ndb.nal.usda.gov/ Arxivat 2020-10-20 a Wayback Machine.
| Aliments         | Water | Protein |
| ---------------- | ----- | ------- |
| Arròs bullit     | 68,4  | 2,7     |
| Dal cuinat       | 68,5  | 6,8     |
| Roti             | 33,5  | 11,5    |
| Soia cuinada     | 62,5  | 16,6    |
| Ou bullit        | 74,6  | 12,6    |
| Pollastre cuinat | 64,3  | 25,3    |

|                     |          | Vitamins | Vitamins | Vitamins | Vitamins | Vitamins | Vitamins | Vitamins | Vitamins | Vitamins | Vitamins | Vitamins | Vitamins | Vitamins | Minerals | Minerals | Minerals | Minerals | Minerals | Minerals | Minerals | Minerals | Minerals | Minerals |
| Ingredients         | Proteïna | A        | B1       | B2       | B3       | B5       | B6       | B9       | B12      | Ch.      | C        | D        | E        | K        | Ca       | Fe       | Mg       | P        | K        | Na       | Zn       | Cu       | Mn       | Se       |
| cooking Reduction % |          | 10       | 30       | 20       | 25       |          | 25       | 35       | 0        | 0        | 30       |          |          |          | 10       | 15       | 20       | 10       | 20       | 5        | 10       | 25       |          |          |
| ------------------- | -------- | -------- | -------- | -------- | -------- | -------- | -------- | -------- | -------- | -------- | -------- | -------- | -------- | -------- | -------- | -------- | -------- | -------- | -------- | -------- | -------- | -------- | -------- | -------- |
| Arròs               | 14       | 0        | 12       | 3        | 11       | 20       | 5        | 2        | 0        | 0        | 0        | 0        | 0        | 0        | 1        | 9        | 6        | 7        | 2        | 0        | 8        | 9        | 49       | 22       |
| Blat                | 27       | 0        | 28       | 7        | 34       | 19       | 21       | 11       | 0        | 0        | 0        | 0        | 0        | 0        | 3        | 20       | 36       | 51       | 12       | 0        | 28       | 28       | 151      | 128      |
| Soia                | 73       | 0        | 58       | 51       | 8        | 8        | 19       | 94       | 0        | 24       | 10       | 0        | 4        | 59       | 28       | 87       | 70       | 70       | 51       | 0        | 33       | 83       | 126      | 25       |
| Pèsol verd tropical | 43       | 1        | 43       | 11       | 15       | 13       | 13       | 114      | 0        | 0        | 0        | 0        | 0        | 0        | 13       | 29       | 46       | 37       | 40       | 1        | 18       | 53       | 90       | 12       |
| Fesol mungo         | 45       | 0        | 24       | 21       | 10       | 0        | 22       | 54       | 0        | 0        | 0        | 0        | 0        | 0        | 14       | 58       | 75       | 54       | 21       | 3        | 35       | 0        | 0        | 0        |
| Fesol mung          | 43       | 0        | 54       | 19       | 15       | 38       | 29       | 156      | 0        | 0        | 6        | 0        | 3        | 9        | 13       | 52       | 53       | 52       | 27       | 0        | 28       | 0        | 49       | 0        |
| Farina de cigrons   | 25       | 1        | 32       | 12       | 8        | 16       | 27       | 139      | 0        | 17       | 7        | 0        | 0        | 0        | 11       | 35       | 29       | 37       | 25       | 24       | 23       | 42       | 110      | 12       |

Nota: Tots els valors de nutrients, inclosa la proteïna, es mostren en %DV per cada 100 grams de l'aliment. Els valors significatius es ressalten en color gris clar i lletres en negreta. Reducció de la cocció = % mínima reducció típica de nutrients a causa de l'ebullició sense drenatge per al grup ovo-lacto-vegetal.

## Ingredients habituals

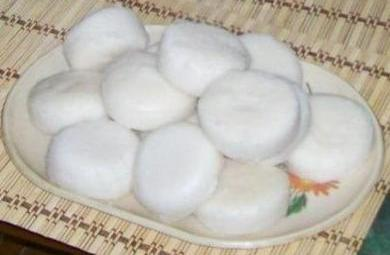
Idlis, arròs al vapor i pastissos de llenties negres.

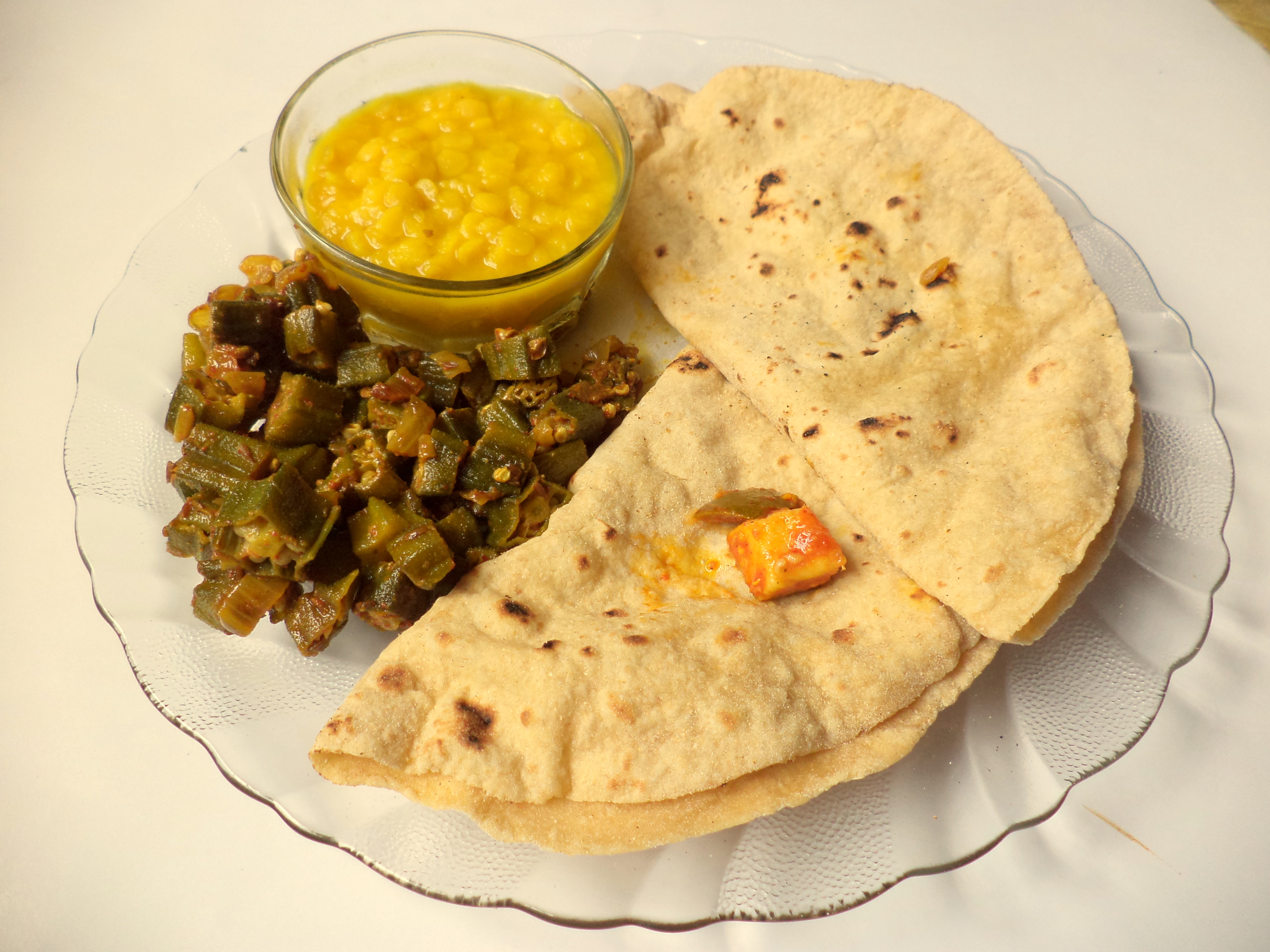
Dal normal servit amb roti, saltejat d'ocra i mango verd envinagrat.

- El pèsol verd tropical, es pot trobar ja siga llis o gras. Es diu toor dal en hindi.[17] Es diu thuvaram paruppu a Tamil Nadu, thuvara parippu a Kerala i és l'ingredient principal per al plat sambar. A Karnataka es diu togari bele i és un ingredient important en el bany bisi bele. Es diu kandi pappu en telugu i s'utilitza en la preparació d'un plat principal, pappu charu. També es coneix com arhar dal al nord de l'Índia.
- El chana dal s'elabora eliminant la pell externa de cigrons negres i després dividint el nucli. Tot i que les màquines poden fer-ho, es pot fer a casa remullant els cigrons sencers i traient les pells soltes fregant-les. A Karnataka s'anomena kadle bele. Es poden utilitzar altres varietats de cigrons, com per exemple, per al kabuli dal.
- Els pèsols pelats són molt freqüents a les comunitats índies de Guyana, Fiji, Surinam, Sud-àfrica, Maurici, Trinitat i Tobago, i són populars entre els indis dels EUA i l'Índia. Allà, es denomina genèricament dal i és el dal més popular. Es prepara de manera similar als dals que es troben a l'Índia, però es pot utilitzar en receptes. Tot el pèsol sec s'anomena matar o matar dal a l'Índia. El pèsol groc sec sencer és l'ingredient principal del ghugni menjar de carrer típic bengalí.
- Els fesols mung dividits (mung dal) són, amb diferència, els més populars a Bangladesh i Bengala Occidental (moog dal, (মুগ ডাল)). S'empra a parts del sud de l'Índia, com al plat tàmil ven pongal. El fesol torrat i lleugerament salat o especiat és un aperitiu popular a la majoria de zones de l'Índia.
- El fesol mungo (urad dal) és un ingredient primari dels plats del Sud de l'Índia idli i dosa. És un dels ingredients principals del bori de l'Índia Oriental (Orissa i bengalí o assamès), boletes assecades al sol. La versió al Punjab és dal makhani. Es diu uddina bele a Karnataka, biulir dal a Bangladesh. És un plat ric en proteïnes.
- Masoor dal: llentilles roges pelades. A Karnataka, s'anomena kempu (roig) togari bele.
- Rajma dal: fesols rojos pelats.
- El mussyang prové de dals de diversos colors que es troben a diverses regions muntanyoses del Nepal.
- Panchratna dal (significa cinc joies en hindi i urdú) és una barreja de cinc varietats de dal, que produeix un plat amb un sabor únic.
- Els llegums poden dividir-se, però no pelar-los. Es distingeixen dels dals amb pell perquè s'afegeix la paraula chilka (pell).

## Llegum dividits i sencers

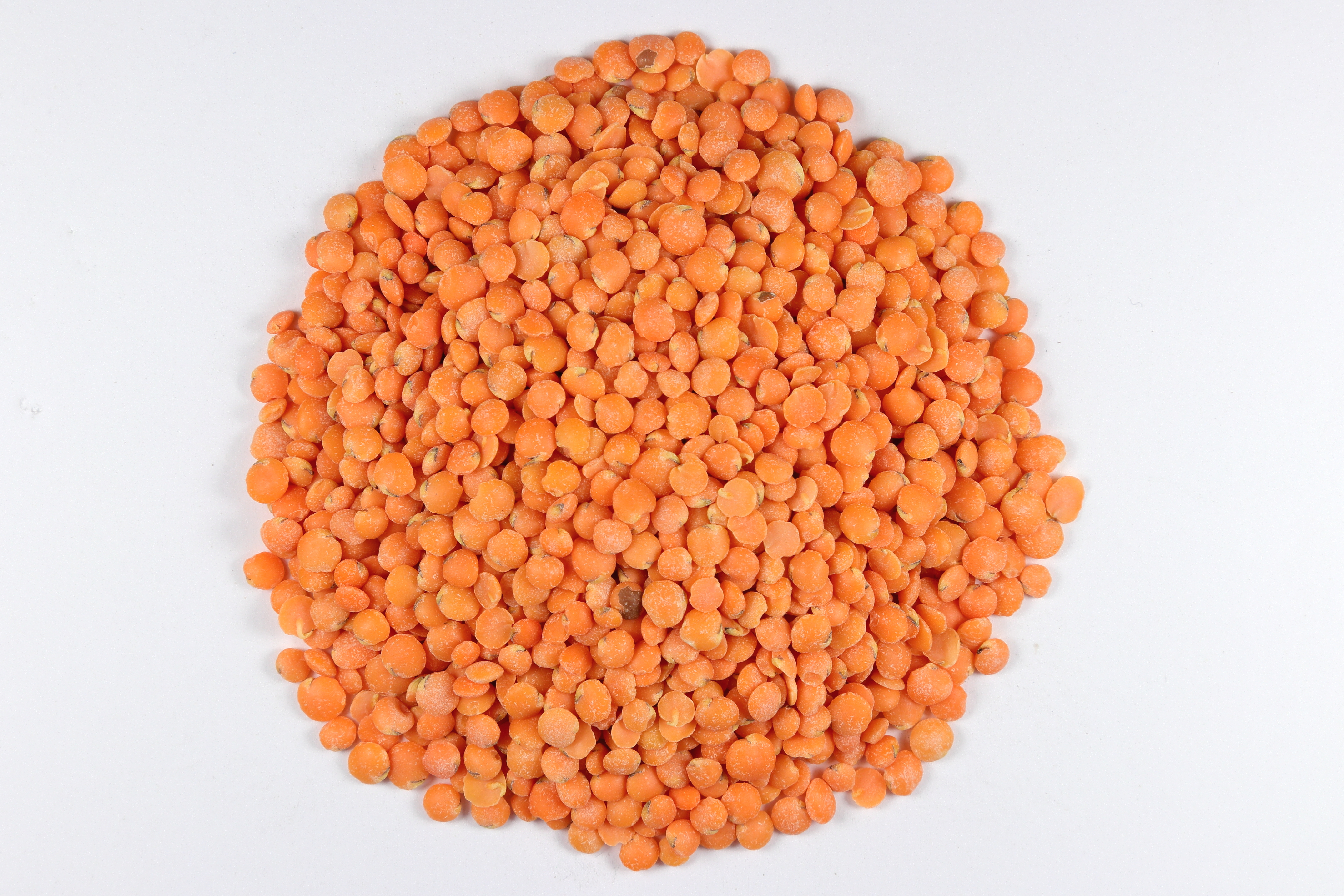
Llentilles roges pelades (mida 6 mm)

Tot i que dal es refereix generalment a llegums pelats, els llegums sencers es poden anomenar sabut dhal i els llegums pelats com a dhuli dhal. Pelar els llegums té coma finalitat millorar la digestibilitat i la palatabilitat, però, com la molta dels llegums sencers es fa en base de llegums refinats, la nutrició que proporciona el plat es redueix, com ara el contingut de fibra dietètica. Els llegums amb la pell exterior intacta també són prou populars al subcontinent indi. Només a l'Índia es coneixen més de 50 varietats diferents de llegums.

## Preparació

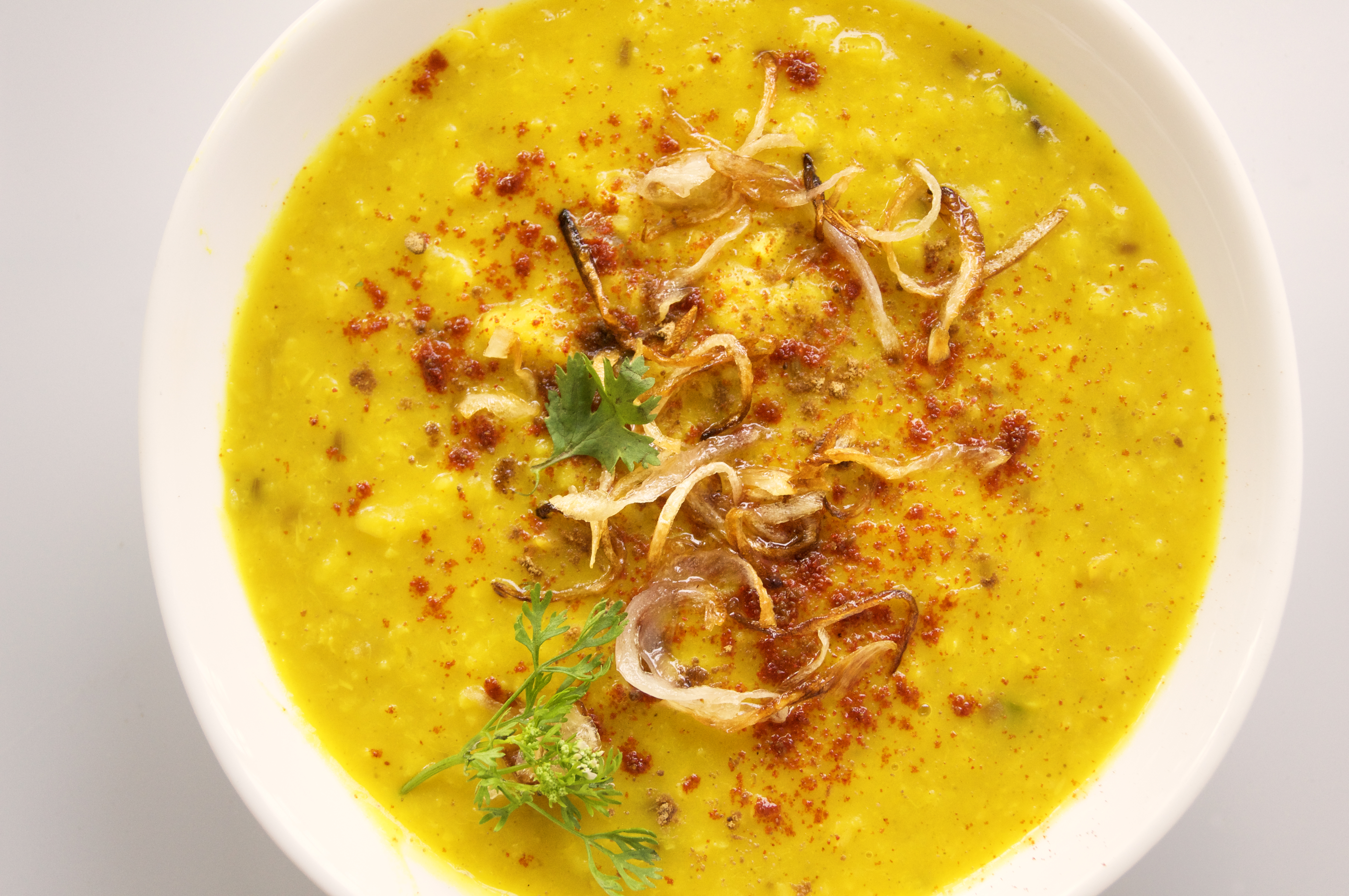
Dal tadka guarnit amb ceba fregida

La majoria de les receptes dal són prou senzilles de preparar. La preparació estàndard comença bullint una varietat de dal (o una barreja) en aigua amb una mica de cúrcuma, sal al gust i després afegint una guarnició fregida al final del procés de cocció. En algunes receptes, s'afegeix tomata, kokum, mango verd, jaggery (sucre poc refinat) o altres ingredients mentre es cuina el dal, sovint per donar un sabor agredolç.
La guarnició fregida de dal té molts noms, inclosos temperat o tadka/tarka, chaunk, bagar i phoran. Els ingredients del temperat per a cada varietat de dal varien segons la regió i els gustos individuals. Les espècies crues (més comunament llavors de comí, mostassa, asafètida i, de vegades, llavors de fenigrec i vitet sec) es fregeixen durant uns segons a l'oli calent a foc mitjà-baix. Generalment el segueixen el gingebre, l'all i la ceba, que es fregeixen generalment durant 10 minuts. Després que la ceba es torne daurada, s'afegeixen espècies moltes (cúrcuma, coriandre, xili en pols, garam masala, etc.). A continuació, s'aboca el temperat (tadka) sobre el dal cuit.